# Vulvoz
Vulvoz – miejscowość i gmina we Francji, w regionie Burgundia-Franche-Comté, w departamencie Jura.
Według danych na rok 1990 gminę zamieszkiwało 11 osób, a gęstość zaludnienia wynosiła 2 osoby/km² (wśród 1786 gmin Franche-Comté Vulvoz plasuje się na 726. miejscu pod względem liczby ludności, natomiast pod względem powierzchni na miejscu 766.).